# Sony Hit-Bit G900F
Sony Hit-Bit G900F (Hit-Bit G900F) је био кућни рачунар фирме Сони (Sony) који је почео да се производи у Јапану од 1985. године.
Користио је Zilog Z80A као микропроцесор. RAM меморија рачунара је имала капацитет од 64 KB. 
Као оперативни систем кориштен је MSX Basic 2.0 (са проширеним сетом инструкција).

## Детаљни подаци
Детаљнији подаци о рачунару Hit-Bit G900F су дати у табели испод.
|                       | |
| [ 1 ]                 | |
| Произвођач            | Сони |
| Тип                   | кућни рачунар                                                                                               |
| Меморија              | 64 KB |
| Поријекло             | Јапан |
| Година                | 1985 |
| Тастатура             | тастатура са пуним помаком тастера укључујући 5 функцијских тастера, нумеричка тастатура и 4 тастера смјера |
| Процесор              | |
| Фреквенција процесора | 3,58 |
| RAM                   | 64 KB |
| ROM                   | 94 KB |
| Текст                 | 40 x 24 / 32 x 24                                                                                           |
| Графика               | 64 x 48 / 256 x 192 / 256 x 212 / 512 x 212                                                                 |
| Боја                  | 512 |
| Звук                  | 3 канала, 8 октава                                                                                          |
| Димензије             | 50,2 (ширина) x 38,1 (висина) x 29,2 (дубина) / 21                                                          |
| Портови               | |
| Оперативни систем     | (са проширеним сетом инструкција)                                                                           |